# 丁酸
丁酸，又稱酪酸，是化学式为CH3(CH₂)₂-COOH的羧酸和短链饱和脂肪酸，存在于腐臭的黄油、帕马森干酪、呕吐物和腋臭中。丁酸带有难闻的气味，味先辣后甜，与乙醚类似。10ppb浓度的丁酸即可被狗嗅出，人则大于10ppm。
丁酸是脂肪酸，在动物脂肪和植物油中以丁酸酯形式存在。其甘油酯占黄油的3~4%，当黄油腐烂后，含有难闻气味的丁酸即通过水解释放出来。它是短链脂肪酸的主要一员。丁酸为弱酸，酸度与乙酸（pKa=4.76）类似，pKa为4.82。该相似性与它们共有的-CH2COOH末端结构有关。丁酸密度0.96 g/cm3，摩尔质量88.1051。
丁酸室温下为无色油状液体，-8°C凝固，164°C沸腾。可溶于水、乙醇和乙醚，其水溶液中加入氯化钙会沉淀出丁酸。丁酸被重铬酸钾和硫酸氧化得到二氧化碳和乙酸，被碱性高锰酸钾氧化则得到二氧化碳。丁酸钙（Ca(C4H7O2)2·H2O）的溶解度随温度升高而降低。
丁酸的结构异构体为异丁酸，2-甲基丙酸。

## 生產

### 工業
在工業中，丁酸是透過丙烯和合成氣加氫甲醯化生產、形成丁醛，丁醛被氧化成最終產物。
H
2 + CO + CH
3CH=CH
2 → CH
3CH
2CH
2CHObutyric acid
然而，以這種方式獲得的丁酸不能被視為天然產物，因此不用於食品工業中。

### 發酵
生產天然丁酸的方式為發酵，丁酸可以透過特殊厭氧細菌進行發酵後產生，能產生丁酸的細菌包含梭菌屬、丁酸桿菌屬、丁酸弧菌屬、梭桿菌屬...等厭氧微生物，基於商業目的，又以梭菌屬為最適合的物種，常見的菌種為丁酸梭菌（酪酸菌）。
在其他常見的益生菌中，以梭菌屬所生產的丁酸量最多、嗜酸乳桿菌能產生少量丁酸，雙歧桿菌則不會產生丁酸。

## 用途
丁酸在食品、飲料行業應用十分廣泛、也可以作為純酸用於乳製品工業。
- 丁酸甲酯、丁酸乙酯 (增味劑)：丁酸以酯的形式作為食品添加劑以增加水果香味。[6]
- 丁酸鈉(補充劑)：丁酸也會製成口服補充劑，多以丁酸鈉的形式出現，有研究指出，補充丁酸會改變發炎性腸道疾病患者的腸道微生物群。[7]

## 生理效应
丁酸在能量代谢（及糖尿病、肥胖）、炎症反应和免疫反应中有许多作用。丁酸可以被线粒体代谢产生ATP，也可以通过组蛋白修饰酶和G蛋白偶联受体（ FFAR2、FFAR3、HCA2等）产生生理效应。

### 成瘾性
丁酸是I类组蛋白脱乙酰酶选择性拮抗剂。组蛋白脱乙酰酶作为组蛋白修饰酶，可以抑制基因表达。组蛋白脱乙酰酶可以调节突触形成、突触可塑性，调节长期记忆的形成。I类组蛋白脱乙酰酶已知参与了成瘾性的形成。 丁酸和其他组蛋白脱乙酰酶拮抗剂被用于研究在药物成瘾实验动物中组蛋白脱乙酰酶的基因转录、神经和行为学效应。